# Casteltermini
Casteltermini – miejscowość i gmina we Włoszech, w regionie Sycylia, w prowincji Agrigento.
Według danych na styczeń 2010 gminę zamieszkiwało 8525 osób przy gęstości zaludnienia 85,7 os./1 km².

## Współpraca
Miejscowość partnerska:
- Châtelet, Belgia